# Ocupação Zumbi dos Palmares
A Ocupação Zumbi dos Palmares foi uma ocupação sem-teto localizada na  região portuária do Rio de Janeiro, no Brasil.
Instalada em uma edificação abandonada na Avenida Venezuela, número 53, próxima à Praça Mauá, à Praça Jornal do Comércio, ao Morro da Conceição e aos armazéns do cais do Porto, a habitação coletiva e autogestionária teve início no ano de 2005, quando famílias ocuparam o imóvel. A ocupação foi despejada em 2011, no contexto de implementação do projeto de renovação urbana Porto Maravilha.
Essa ocupação integrou um conjunto de ocupações ocorridas na década de 2000 na região central do Rio de Janeiro, são elas: Ocupação Chiquinha Gonzaga (2004), Quilombo das Guerreiras ( 2006) e  Machado de Assis (2008).

## História
Ocupação Zumbi dos Palmares era habitada por 133 famílias e por seis anos esteve localizada na área portuária da cidade, também conhecida como “Pequena África”.
A ocupação teve início no dia  25 de abril de 2005 e após cinco anos de conflitos e negociações com diferentes instâncias públicas e jurídicas, os moradores foram retirados entre os dias  13 de Janeiro e 03 de Fevereiro de 2011.